# Smith Streeter
Smith O. Streeter, né le 14 juillet 1844 en Ontario au Canada et mort le 17 novembre 1930 à Thawville (Illinois), est un joueur américain de roque, une variante américaine du croquet.
Streeter remporte la médaille d'argent olympique de roque, lors des Jeux olympiques d'été de 1904 à Saint-Louis, avec un bilan de quatre victoires et deux défaites. Il est le seul à avoir battu le champion olympique Charles Jacobus.